# Mistrzostwa Polski w Tenisie Stołowym 1984
Mistrzostwa Polski w Tenisie Stołowym 1984 – 52. edycja mistrzostw, która odbyła się w okresie 7–9 grudnia 1984 roku w Warszawie.

## Medaliści
| Konkurencja             | Złoty                                                            | Srebrny                                                                        | Brązowy                                                            |
| Gra pojedyncza mężczyzn | Andrzej Grubba (AZS Gdańsk)                                      | Stefan Dryszel (AZS Gliwice)                                                   | Andrzej Jakubowicz (AZS Gdańsk)                                    |
| Gra pojedyncza kobiet   | Katarzyna Calińska (Banda Kraków)                                | Danuta Mania-Grabizna (AZS Wrocław)                                            | Ewa Brzezińska-Janik (MDK Chełmno)                                 |
| Gra podwójna mężczyzn   | Andrzej Grubba (AZS Gdańsk) Leszek Kucharski (AZS Gdańsk)        | Andrzej Jakubowicz (AZS Gdańsk)Tadeusz Klimkowski (AZS Gdańsk)                 | Jan Ozimek (Włókniarz Łódź) Andrzej Konopczyński (Start Włocławek) |
| Gra podwójna kobiet     | Ewa Brzezińska-Janik (MDK Chełmno) Elżbieta Gracek (AZS Wrocław) | Weronika Stelmach (GKS Jastrzębie-Zdrój) Katarzyna Calińska (Spójnia Warszawa) | Ewa Poźniak (Siarka Tarnobrzeg) Bożena Świetlicka (Motor Lublin)   |
| Gra mieszana            | Piotr Molenda (AZS Gliwice) Ewa Poźniak (Siarka Tarnobrzeg)      | Stefan Dryszel (AZS Gliwice) Jolanta Szatko (Banda Kraków)                     | Mirosław Pierończyk (AZS Gliwice) Elżbieta Gracek (AZS Wrocław)    |